# 스페인령 서아프리카

스페인령 서아프리카의 위치, 빨간색이 스페인령 서아프리카이다

스페인령 서아프리카(스페인어: África Occidental Española 아프리카 오시덴탈 에스파뇰라[*])는 아프리카 북서부에 위치했던 스페인의 식민영토이다. 일반적으로 서사하라와 카나리아 제도를 의미하며, 지브롤터 해협을 사이에 두고 이베리아반도에 인접해 있는 아프리카의 도시 세우타와 멜리야를 포함하기도 한다.

## 역사
1494년 스페인과 포르투갈 간에 체결된 토르데시야스 조약으로 인해 스페인은 카나리아 제도를 제외한 아프리카 대륙에 대한 권리를 모두 잃는 대신 콜럼버스에 의해 발견된 신대륙에 대한 독점적 권리를 가지게 된다. 이후 서사하라지역에 대한 스페인의 지배권은 열강들이 아프리카 대륙을 분할한 1884년 베를린 회의에서 인정된다.
스페인은 1975년 프랑코 독재정권이 무너진 후 서사하라에 대한 지배권을 포기한다. 그러나 카나리아 제도는 여전히 스페인의 해외영토로 남아있다.

## 지역
- 세구이아 엘 함라(주도:빌라 벤스, 오늘날의 타르파야)
- 리오 데 오로(주도:빌라 시스네로스, 오늘날의 다클라)
- 카나리아 제도

## 같이 보기
- 스페인령 북아프리카
- 스페인령 사하라
- 스페인령 기니 (1926~1968년)